# Mayuko Fukuda
Mayuko Fukuda (福田 麻由子 Fukuda Mayuko?,  Tokio, Japón, 4 de agosto de 1994) es una actriz japonesa, afiliada a la agencia Flamme. Hija del baterista Kenji Fukuda, debutó a la edad de cuatro años en un comercial de KFC.

## Filmografía

### Series de televisión
- Summer Snow (TBS) (2000)
- Yoiko no Mikata (NTV) (2003)
- Ai no Ie (NHK) (2003)
- Hikari to Tomo ni... -Jiheijōshi o Kakaete- (NTV) (2004)
- Last Present: Musume to Ikiru Saigo no Natsu (NTV) (2004)
- Honto ni atta Kowai no Hanashi (2004, CX)
- Emergency room 24hours 3 (2005, CX)
- The Queen's Classroom (2005, NTV)
- Hotaru no Haka (2005, NTV)
- Byakuyakō (2006, TBS)
- Teru Teru Ashita (2006, EX)
- Chibi Maruko-chan (2006, CX)
- Saikai: Yokota Megumi-san no Negai (2006, NTV)
- Sono Gofun Mae (2006, NHK)
- Enka no Joō (2007, NTV)
- Serendipity no Kiseki (2007, NTV)
- Matsumoto Kisaburō Ikka Monogatari: Ojiisan no Daidokoro (2007, CX)
- Arigatou! Champy (2008, CX)
- Kiri no Hi (2008, NHK)
- Soka, Mo Kimi wa Inai no ka (2009, TBS)
- Zettai Reido (2010, CX, episode 5)
- Miporin no Ekubo (2010, NTV) (2010)
- Q10 (2010, NTV) (2010)
- Soredemo, Ikite Yuku (2011, CX) (2011)
- Pandora 3 (2011, WOWOW)
- Mirai Nikki (2012, TBS)
- Scarlet (2019–20, NHK)

### Películas
- Kamikaze Girls (2004)
- Tenshi no Aeba (2004)
- Onaji Tsuki o Miteiru (2005)
- Gimmy Heaven (2006)
- Nihon Chinbotsu (2006)
- Yūnagi (2006)
- Little DJ: Chiisana Koi no Monogatari (2007)
- L: Change the World (2008) como Maki Nikaido
- Inu to Watashi no Jū no Yakusoku (2008)
- Heaven's Door (2009)
- Goemon (2009)
- Sakura, Futatabi no Kanako (2013) como Masami
- Flare (2014) as Flare Mitsui
- Kamata Prelude (2020)
- Good-bye (2021) como Sakura[3]